# Graphische Kunst
Graphische Kunst ist ein Überbegriff für Formen der Kunst, die auf Verfahren basieren, die zur Vervielfältigung des Gemalten, Gezeichneten oder Geschriebenen oder überhaupt zur druckbildlichen Darstellung irgendeines Objektes durch Malen, Zeichnen oder Schreiben dienen.
Gewisse graphische Künste können zu den bildenden Künsten gerechnet werden, wie z. B. der Holzschnitt, die Radierung, der Kupferstich oder die Künstlerlithographie (siehe Grafik), der größte Teil aber gehört zu den reproduzierenden Künsten, d. h. zu den mit mechanischen und photomechanischen Methoden arbeitenden.

## Typologie der graphischen Künste
Die graphischen Künste scheiden sich in zwei Hauptgruppen:
Bei den rein photographischen Verfahren entstehen die Bilder durch Lichteinwirkung auf empfindlich gemachte Unterlagen und werden durch geeignete Prozesse dauernd gemacht.
Bei den Druckverfahren entstehen die Druckerzeugnisse dadurch, dass eine Druckform mit Farbe versehen und auf die zu bedruckende Unterlage durch Pressen abgeklatscht wird. Je nach Art der Druckform unterscheidet man zwischen Hochdruck, Flachdruck, Tiefdruck und Durchdruck: Beim Hochdruck liegen die druckenden Stellen der Form höher als die nichtdruckenden und kommen daher nur mit der färbenden Walze und dem Papierblatt in Berührung (Holzschnitt, Autotypie usw.). Beim Flachdruck liegen die druckenden Stellen der Form mit den nichtdruckenden in einer Ebene, wobei letztere – wässerig feucht erhalten – die fette Farbe abstoßen (Kreide-, Feder- und Photolithographie und -Algraphie, Lichtdruck). Beim Tiefdruck liegen die druckenden Stellen in der Form tiefer als die nichtdruckenden, von denen die im Überschuss aufgetragene Farbe durch Wischen entfernt wird, während die Vertiefungen sie festhalten (Radierung, Kupferstich, Heliogravüre, Steingravüre, Guillochierung usw.). Beim Durchdruck bestehen die Bildstellen der Druckform aus einer Schablone auf einem farbdurchlässigen Schablonenträger – einem Sieb aus Kunststoff- oder Metallfäden. Nichtbildstellen sind farbundurchlässig (Siebdruck, Risographie).

## Entstehungsgeschichte der graphischen Künste
Die erste Erfindung auf dem Gebiete der neueren graphischen Künste ist die Xylographie (Holzschneidekunst). Während Stempel und dergleichen schon in alten Zeiten in Holz geschnitten wurden, stammt der Figurenholzschnitt aus dem Mittelalter.
Mit denselben Hilfsmitteln wie die auf Holzschnitten basierende Bilddruckerei funktionierte in ihren Anfängen auch die Typographie (Buchdruckerkunst). Allmählich wurde jedoch der mehrmalige Schnitt ein und derselben Type dank Vervielfältigung durch Guss durch die Polytypie ersetzt, und es entstand die Schriftgießerei und Stempelschneidekunst.
Aus der Goldschmiedekunst ging um die Mitte des 15. Jahrhunderts die Erfindung der Chalkographie (Kupferstecherkunst) hervor. Im Gegensatz zum Holzschnitt, dessen im Druck sichtbare Linien beim Schneiden stehen bleiben, führt der Kupferstecher sein Bild vertieft in Kupfer aus, wobei die vertieften, mit Schwärze ausgefüllten Linien den Abdruck ergeben.
Im 19. Jahrhundert erfuhren die graphischen Künste mit der Erfindung der Lithographie (Steindruck) einen erneuten Aufschwung. Die Lithographie bot jedem Zeichner das Mittel, seine Arbeit unmittelbar auf den Stein zu bringen, der sich auch leichter als Holz oder Metall behandeln lässt. Der einfache Über- oder Umdruck vorhandener Abdrücke sowie die Übertragung der mit besonderer Tinte auf Papier geschriebenen oder gezeichneten Objekte durch die sogenannte Autographie erhöhten die geschäftliche Bedeutung der Lithographie. Aber auch in künstlerischer Hinsicht gewann sie sehr bald weite Verbreitung und ersetzte in vielen Fällen den aufwändigeren Kupferstich, wobei für die feineren, in kleinerem Maßstab gehaltenen Illustrationen neu die Siderographie (Stahlstecherkunst) zur Anwendung kam.
Da gute Holzschnitte teuer waren, wurden auch im Bereich des Buchdrucks Versuche unternommen, die Druckschrift auf Stein zu übertragen, um Schrift und Bild, wie beim Holzschnitt, gemeinsam zu drucken. Bei größeren Auflagen konnte jedoch die lithographische Presse nicht mit der typographischen konkurrieren, und man verfiel deshalb auf die sogenannte Hochlithographie und ätzte die Steinzeichnung so hoch, dass ein davon genommenes Klischee mittels der Buchdruckpresse gedruckt werden konnte. Ähnliche Verfahren basierten auf der Hochätzung von Kupfer oder Zink (Panikonographie oder Zinkhochätzverfahren).
Im 19. Jahrhundert wurde zudem die Photographie in den Dienst der graphischen Künste gestellt – zunächst, indem man direkte Aufnahmen auf Holzstöcke machte, um danach zu stechen. So konnte jede Zeichnung vollkommen originalgetreu in gewünschter Größe übertragen werden (siehe Photoxylographie). Nach dem Aufkommen der Daguerreotypie versuchte man zunächst, die auf Silberplatten fixierten Bilder zu ätzen und druckbar zu machen. Später kamen unter anderem folgende Verfahren zur Anwendung: die Heliographie, die zur Reproduktion von Strich- und Punktzeichnungen etc. dient, die Albertotypie (Lichtdruck), der Woodburydruck, die Photolithographie und die Photozinkographie sowie für den Kupferdruck die Photogalvanographie und die Helio- oder Photogravüre in Halbtonmanier.

## Fachzeitschrift
Die Zeitschrift Die graphischen Künste erschien von 1879 bis 1933 in Wien. Sie wurde vierteljährlich im Format von 38 × 40 cm im Selbstverlag der Fachvereinigung „Gesellschaft für vervielfältigende Kunst“ herausgegeben.
Die Beiträge der Zeitschrift konzentrierten sich vor allem auf graphische Techniken, einzelne Künstler, Sammlungen und Ausstellungsberichte. Als Illustrationen enthielt die Zeitschrift Graphiken, Buchschmuck und Kunstbeilagen. Zunächst der klassischen akademischen Tradition verbunden, zeigte sie später eine Annäherung an die in den 1890er Jahren neu entstandenen Ideen der Wiener Sezession und ihrer Zeitschrift Ver Sacrum.